# Afromydaea
Genre
Afromydaea est un genre de diptères de la famille des Pelecorhynchidae.

## Liste d'espèces
Selon Catalogue of Life (1 mars 2013) :
- Afromydaea geniculata
- Afromydaea versatilis